# Waes (toponiem)
Waes oftewel Waas betekent nevelsluier, laagje van damp of fijne druppels. In de studie van de toponiemen betekent deze term drassig land, slijk, modder. Enkele plaatsnamen met Waas zijn onder andere Waasmunster, het Waasland, de Kasselrij Waasland, het Land van Waas en Dender, Sint-Gillis-Waas, Moerbeke-Waas, Nieuwkerken-Waas.